# روديجو
روديجو هي قرية في مقاطعة مانتوفا في منطقة لومباردي الإيطالية ، وتقع على بعد حوالي 120 كيلومتر (75 ميل) شرق ميلانو وحوالي 14 كيلومتر (9 ميل) شمال غرب مانتوفا .
تقع روديجو على حدود البلديات التالية: كاستلوتشيو ، و سيريسارا ، و كيرتاتون ، و غازولدو ديجلي إيبوليتي ، وقويتو ، و بورتو مانتوفانو .

## المدن التوأم
- بيرج ، ألمانيا منذ عام 2004

## روابط خارجية
- الموقع الرسمي